# Macciano
Macciano è una frazione del comune italiano di Chiusi, nella provincia di Siena, in Toscana.

## Geografia fisica
Macciano è situato all'estremità occidentale del territorio comunale di Chiusi, nella Val di Chiana senese, su di un poggetto a 335 m di altitudine. A sud la frazione è delimitata dal corso del torrente Astrone (22 km), mentre poco a est dell'abitato, in località San Gregorio, si trovano le sorgenti del torrente Gragnano (7 km). Presso il borgo nasce inoltre il cosiddetto Fosso di Macciano (4 km), tributario del torrente Parce presso Montallese.
La frazione di Macciano confina a ovest con Chianciano Terme, a sud con Sarteano, ad est con Querce al Pino e a nord con Montallese. Dista inoltre 7 km dal capoluogo comunale e circa 80 km da Siena.

## Storia
Il piccolo borgo di Macciano nasce in epoca rinascimentale come borgo agricolo, e nonostante esistesse già nel XVI secolo, non compare nel censimento del 1551. Macciano contava 226 persone nel 1745, mentre nel 1833 erano censiti 298 abitanti.
La frazione si sviluppa soprattutto a partire dal XIX secolo, quando numerose famiglie edificano le proprie ville padronali con ampie tenute.

## Monumenti e luoghi d'interesse

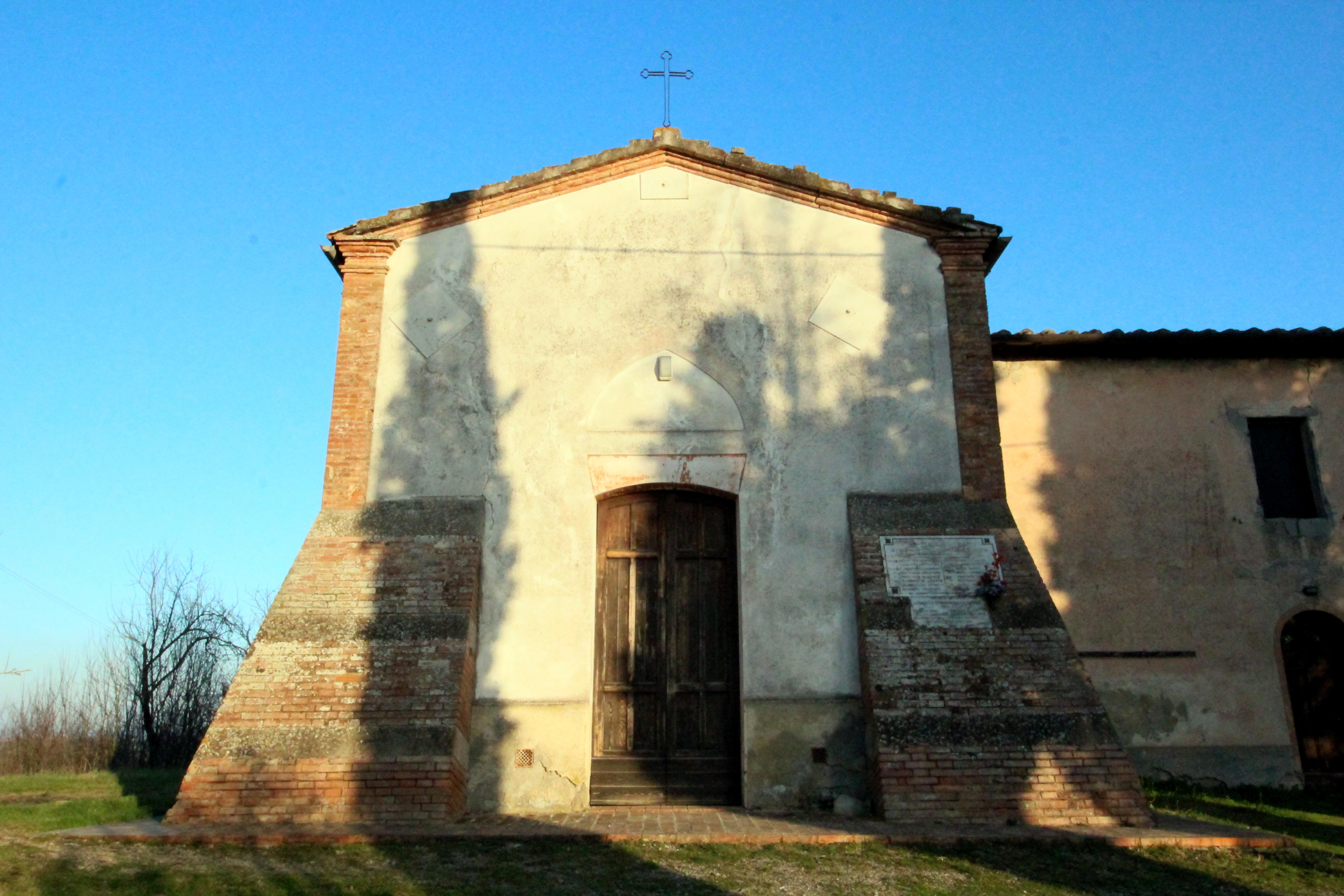
La chiesa di San Pietro Apostolo

- Chiesa di San Pietro Apostolo, principale luogo di culto della frazione, è già esistente del XIV secolo e si presenta come un pregevole esempio di chiesa rurale con tetto a capanna e campanile a vela. La facciata è rinforzata da due contrafforti angolari. Da questa chiesa provengono un trecentesco Cristo crocifisso in legno policromo, usato un tempo come croce per le processioni della Settimana Santa, e un piatto per elemosine di produzione tedesca che raffigura La tentazione di Adamo ed Eva (XIV secolo), entrambi custoditi al Museo diocesano della cattedrale e cunicoli etruschi di Chiusi.[5] Di fronte alla chiesa sono stati apposte due lastre in marmo ed ottone in ricordo dei ventidue caduti di Macciano nelle due guerre mondiali: la prima targa è stata fissata il 16 novembre 1934.[6]
- Cappella del Santissimo Crocifisso, piccolo edificio di culto della Villa Pianigiani, fu edificato nella seconda metà del XIX secolo.[7] La cappella, restaurata ed intonacata, mantiene il suo impianto originario, con semplice facciata a capanna, ma è stata trasformata in civile abitazione.[7]
- Cimitero di Macciano

### Architetture civili
- Ville storiche con tenute (XIX secolo):
  - Villa Astori[8]
  - Villa Lucioli[9]
  - Villa Pianigiani[7]

## Geografia antropica
La frazione comprende, oltre al borgo di Macciano, altre località minori da esso dipendenti: Pignattaia, Poggio Olivo, San Gregorio, Tegoleto e Toppo Basso.